# Discogs
Discogs, com a abreviació de discografia, és un lloc web o base de dades d'informació sobre música, que pretén recopilar tota la informació sobre els discos comercials, promocionals, i discos no oficials (també anomenats bootlegs o edicions no autoritzades). El servidor es troba registrat sota el domini d'internet discogs.com, i és propietat de Zink Media Inc. i està localitzat a Portland, Oregon, EUA.
Discogs és una de les majors bases de dades en línia de música Electrònica i és el més gran quant a referències en format de discs de vinil. El 2010 tenia registrats més de 3,5 milions de discos, 2,4 milions d'artistes i 170.280 segells discogràfics. El lloc té uns 346.000 contribuïdors.

## Història
Discogs.com va ser registrat el 30 d'agost del 2000, però va iniciar les seves activitats a l'octubre del mateix any pel programador, DJ i fan de la música Kevin Lewandowski, inicialment reunint una base de dades de la seva col·lecció particular.
Es va inspirar en altres comunitats com Slashdot, eBay i Open Directory Project i va decidir usar aquest model per construir una base de dades de discografies de música.
L'objectiu original del lloc era construir de forma fàcil una base de dades de música electrònica, organitzat per artistes, segells discogràfics i totes les referències de discos, disponibles en qualsevol gènere. El 2003 tot el sistema de Discogs va ser completament reescrit, i el gener del 2004 s'hi van començar a integrar altres gèneres com el hip-hop. Des de llavors la seva expansió també ha inclòs els gèneres del rock i el jazz. El gener del 2005 es van integrar també els gèneres funk/soul, latin, i el reggae a l'octubre del mateix any. Al gener de l'any 2006 es va agregar el Blues i Non-Music (ex. vídeo clips, entrevistes, etc.).
Discogs no és una botiga de música en línia, però té una secció de vendes on cada usuari pot comprar i vendre ítems de forma privada amb altres usuaris.
La informació en Discogs està disponible en format HTML a través de la web com en XML a través de l'API públic per a desenvolupadors.

## Sistema de contribució
La informació que se subministra a la pàgina de Discogs només pot ser realitzada per usuaris registrats en el lloc. La informació que es pretén agregar primer deu ser avaluada per un grup de Moderadors els qui sotmeten a votació la informació per evitar errors, duplicats o vandalismes; la pàgina conté dues importants columnes cridades "Mod I / N" i "Details". Mod I / N es refereix al log de moderació en activitat. 0 / 0 es refereix al fet que gens ha passat. Després que la I o la N ha aconseguit 100 punts l'ítem serà Acceptat o Rebutjat.

## Drets d'autor
La col·lecció agregada a Discogs està emparada sota els termes de copyright (aplicada en drets d'autor per a llocs web i bases de dades que consisteix en contribucions públiques) i en acords de termes d'ús, informació sobre els quals està en el lloc.

## Informació tècnica
Discogs corre sota un servidor Linux usant:
- Servidor web Apatxe.
- Python script de programació orientat a objectes.
- mod python apatxe/python integrat.
- Sistema de plantilas HTML ClearSilver.
- Base de dades MySQL.
- thttpd per a les imatges i servei estàtic d'arxius.